# Bảo tàng Dãy núi Sowie ở Ludwikowice
Bảo tàng Dãy núi Sowie ở Ludwikowice (tiếng Ba Lan: Muzeum Ziemi Sowiogórskiej w Ludwikowicach) là một bảo tàng tọa lạc trên tỉnh lộ 381, tại số 65 Phố Główna, Ludwikowice, Ba Lan. Trụ sở của Bảo tàng là tòa nhà nơi trước đây là một nhà thờ Tin Lành được xây dựng vào năm 1929-1930.

## Lược sử hình thành
Nhà thờ Tin lành Thánh thất Chúa phục vụ mục đích tôn giáo cho đến năm 1965. Sau khi được chính quyền xã tiếp quản vào những năm 1977-1989, vì lần lượt được dùng làm cửa hàng, nhà kho và xưởng mộc nên địa điểm này bị tàn phá phần lớn. Ngày 25 tháng 5 năm 2009, theo quyết định của Ban bảo tồn di tích tỉnh, tòa nhà được đưa vào danh sách di tích.
Trong hai năm 2010 và 2011, tòa nhà thờ cổ này được cải tạo và trùng tu để làm trụ sở cho Bảo tàng Dãy núi Sowie. Từ ngày 17 tháng 2 năm 2018, Phòng trưng bày Nghệ thuật Độc lập bắt đầu hoạt động tại đây.

## Triển lãm
Bộ sưu tập của Bảo tàng Dãy núi Sowie ở Ludwikowice hiện đang bao gồm các triển lãm tạm thời giới thiệu văn hóa và lịch sử của Dãy núi Sowie, các tác phẩm nghệ thuật đương đại. Ngoài ra, Bảo tàng còn là nơi tổ chức nhiều hoạt động văn hóa và giáo dục đa dạng như hội thảo, gặp mặt tác giả, buổi hòa nhạc và các chương trình khác.

## Giờ mở cửa
Bảo tàng Dãy núi Sowie ở Ludwikowice mở cửa đón du khách trong giờ mở cửa của Phòng trưng bày.